# دیکسا
دیکسا (انگلیسی: Dixy) شرکت خرده‌فروشی روسی است، که در سال ۱۹۹۲ تأسیس شد.